# Marie Bjerknes
Elen Birgitte Marie Bjerknes (Oslo, 17 de junio de 1860 - 3 de junio de 1900) fue una escritora noruega.

## Familia
Marie Bjerknes era hija del matemático y físico Carl Anton Bjerknes (1825-1903) y de Aletta Vilhelmine Dorothea Koren (1837-1923). Era hermana del físico Vilhelm Bjerknes y del ingeniero de caminos Ernst Bjerknes.

## Vida y obra
Bjerknes comenzó como institutriz en Nordland, pero al sentirse decepcionada porque no se oscurecía completamente durante los meses de invierno, dejó esta práctica y viajó a América. Allí enseñó alemán, al mismo tiempo que traducía la Edda al inglés. Este trabajo nunca llegó a ser publicado.
Después de una estancia en Noruega, volvió a viajar a Estados Unidos, y durante el viaje escribió Kolerafangerne paa Normannia – Et kulturbillede fra 1892. En camino a Chicago, encalló en un banco de arena cerca de Nueva York «cuando una flota de pestilencia se reunió en el puerto de Nueva York, causando pánico y confusión». El libro describe la vida en cuarentena durante el brote de cólera en el barco "Normannia". El libro consiste en una colección de correspondencia que su padre se encargó de publicar.
Durante esta estancia, Marie Bjerknes llegó a estar tan gravemente enferma mentalmente que su madre cruzó el Atlántico para traerla de vuelta a su país natal. Falleció en la casa de su antigua cuidadora en Aurskog.